# Stenoma leucaniella
Stenoma leucaniella es una especie de polilla del género Stenoma, orden Lepidoptera.
Fue descrita científicamente por Walker en 1864.

## Distribución
Esta especie habita en Venezuela.